# Parendacustes chopardi
Parendacustes chopardi är en insektsart som beskrevs av Andrej Vasiljevitj Gorochov 2003. Parendacustes chopardi ingår i släktet Parendacustes och familjen syrsor. Inga underarter finns listade i Catalogue of Life.